# Diasemopsis concolor
Diasemopsis concolor är en tvåvingeart som först beskrevs av John Obadiah Westwood 1837.  Diasemopsis concolor ingår i släktet Diasemopsis och familjen Diopsidae. Inga underarter finns listade i Catalogue of Life.